# Cobalt WASD
Cobalt WASD est un jeu vidéo d'action développé par Oxeye Game Studio et publié par Mojang Studios sorti le 30 novembre 2017  sur Microsoft Windows.

## Système de jeu
Le joueur incarne soit un Metalface soit un Protobot. Les Metalfaces tentent de défendre les sites des bombes, tandis que les Protobots tentent d'attaquer et de poser une bombe. Lorsque les Protobots posent la bombe, les Metalfaces doivent tenter de la désamorcer avant qu'elle n'explose. Les Protobots gagnent lorsqu'ils éliminent tous les Metalfaces, et les Metalfaces gagnent lorsqu'ils désamorcent la bombe. À la fin de chaque manche, les joueurs peuvent choisir d'acheter des armures, des armes ou des véhicules. Bien que le jeu se concentre principalement sur le mode multijoueur en ligne, il existe un mode où le joueur peut affronter des bots hors ligne.

## Développement
Cobalt WASD est un spin-off autonome distinct de Cobalt. Les développeurs ont constaté que le jeu original était trop complexe pour certains joueurs et que son prix élevé en décourageait certains, alors ils ont voulu créer un jeu complètement différent. Ils ont décidé de créer un spin-off de Cobalt, se concentrant sur un seul mode de jeu.

## Accueil
Eurogamer a trouvé que Cobalt WASD était un « jeu multijoueur très amusant et compétitif ». PCGamesN l'a qualifié de « version en 2D du mode de jeu Recherche et Destruction de Call of Duty ».